# Friedl Däuber
Friedl Däuber (* 5. Januar 1911 in Berchtesgaden; † 1. Mai 1997 ebenda) war ein deutscher Skirennläufer und Skilangläufer.
Der Berchtesgadener gewann bei den Skiweltmeisterschaften 1932 in Cortina d’Ampezzo die Goldmedaille im Slalom. Bei den Skiweltmeisterschaften 1931 in Mürren gewann er die Bronzemedaille im Slalom.
Däuber war auch ein erfolgreicher Skilangläufer. Er erreichte bei den Nordischen Skiweltmeisterschaften 1933 in Innsbruck den sechsten Platz über 18 km. 1933 wurde er auch Deutscher Staffelmeister. Däuber war 1935 Holmenkollen-Teilnehmer. Bei den Olympischen Winterspielen 1936 in Garmisch-Partenkirchen wurde er Sechster mit der Staffel über 4 × 10 km und 29. im Bewerb über 18 km.